# Yushkinita
La yushkinita és un mineral de la classe dels sulfurs, que pertany al grup de la val·leriïta. Rep el seu nom del mineralogista rus Nikolai Pavlovich Yushkin (1936).

## Característiques
La yushkinita és un sulfur de fórmula química (Mg,Al)V4+S₂(OH)₂. Va ser aprovada com a espècie vàlida per l'Associació Mineralògica Internacional l'any 1983. Cristal·litza en el sistema hexagonal. Es troba en forma d'agregats escamosos de fines escates, de fins a 8 mil·límetres, i en petites venes, de fins a 12 mm. La seva duresa a l'escala de Mohs és 1.
Segons la classificació de Nickel-Strunz, la yushkinita pertany a «02.FD - Sulfurs d'arsènic amb O, OH, H₂O» juntament amb els següents minerals: quermesita, viaeneïta, erdita, coyoteïta, haapalaïta, val·leriïta, tochilinita, wilhelmramsayita, vyalsovita i bazhenovita.

## Formació i jaciments
Va ser descoberta l'any 1983 al canyó Yushkinite, a la Serralada Pai-Khoi, península de Yugorskii (Nenètsia, Rússia), l'únic indret on ha estat trobada. Es troba en filons de quars-carbonat en roques carbonatades, on sol trobar-se associada a altres minerals com l'esfalerita càdmica, la sulvanita i la fluorita.